# 九江街

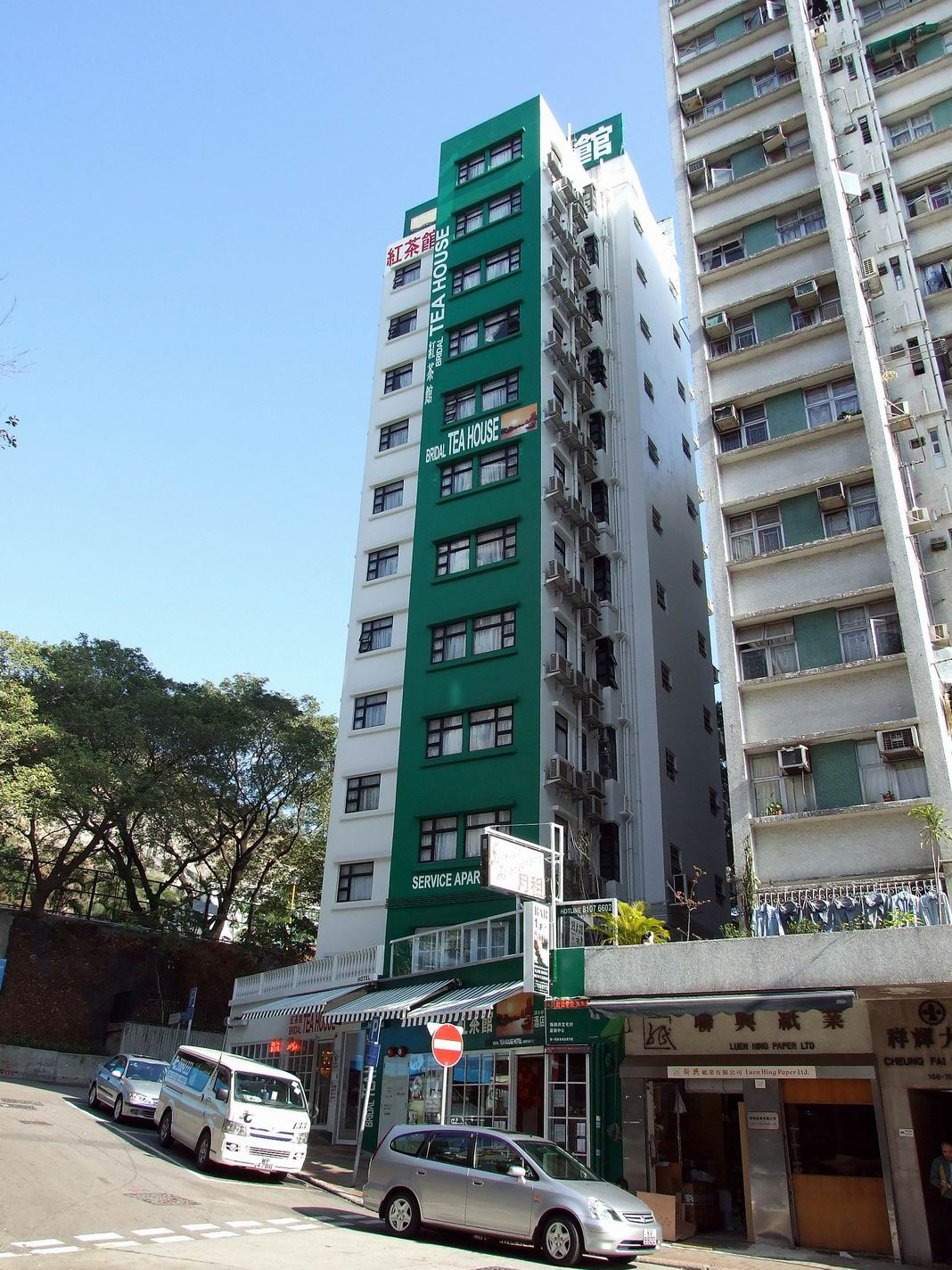
九江街紅茶館酒店

九江街（英語：Kiu Kiang Street）是香港深水埗區一條街道，分為南北兩段，南段連接通州街與醫局街，北段連接長沙灣道與九龍道，道路名稱是取自江西九江市，並與欽州街大致平行。值得一提的是，福榮街至福華街一段九江街早前因水務工程劃為臨時禁區，運輸署考慮將禁區變成永久措施，並要求民政署諮詢居民的意見。
另外繼2007年批評多條行人天橋和隧道使用率偏低後，審計署再炮轟有關設施欠缺規劃的問題仍沒改善，再揭發九江街一條行人隧道，自從1988年以造價196萬元建成後，37年來一直封閉，市民未能使用之餘，更淪為「露宿者之家」及「垃圾崗」。

## 附近景點
- 高登電腦中心
- 黃金電腦商場
- 西九龍中心
- 長沙灣政府合署
- 麗安邨/怡靖苑

## 周邊設施
巴士站設在新明閣、時尚廣場與中華電力深水埗中心旁側，怡靖苑在其對面。